# 阿热氏
阿熱氏，黠戛斯可汗出身的氏族，据《新唐书·回鹘传》黠戛斯开国可汗称号为“阿热”，王室即以阿热为姓氏，黠戛斯是叶尼塞河上游与米努辛斯克南部最早期居民，为叶尼塞吉尔吉斯人，在西汉时期称为鬲昆。黠戛斯既有白种人部落也有东亚人黑发部落，其王族来自黠戛斯黑发部落，自称陇西李氏后裔。840年回鹘别将句录莫贺引黠戛斯10万军队灭回鹘汗国，杀㕎馺可汗与宰相掘罗勿，烧毁回鹘汗国都城窩魯朵八里。在灭回鹘汗国后，黠戛斯将牙帐设在青山（令俄罗斯阿巴坎河西）。